# バヤ
バヤ( Baja ) は、ハンガリー南部のバーチ・キシュクン県にある町である。県内でケチケメートについで2番目に大きな町である。
バヤの周辺は、鉄器時代末から継続して人が住んでいるが、先史時代から人が住んでいた証拠が存在している。移住の多くは14世紀に行われたものである。オスマン帝国がハンガリーを征服した後、他の周辺の居住地よりも際立った発展をし、1696年に町 (town) となった。
現在、バヤは北部バーチエリアにおいて、商業の中心であり、医療、教育などの公共サービスを提供する役割を担っている。多くの道路や鉄道により、国内の他のエリアと結ばれており、住民のための地域公共交通も運行されている。ドナウ川やゲメンツの森が近く、観光業発展の期待があるものの、まだ十分に発展してはいない。

## 気候
| バヤ（1991年 - 2020年）の気候 | バヤ（1991年 - 2020年）の気候 | バヤ（1991年 - 2020年）の気候 | バヤ（1991年 - 2020年）の気候 | バヤ（1991年 - 2020年）の気候 | バヤ（1991年 - 2020年）の気候 | バヤ（1991年 - 2020年）の気候 | バヤ（1991年 - 2020年）の気候 | バヤ（1991年 - 2020年）の気候 | バヤ（1991年 - 2020年）の気候 | バヤ（1991年 - 2020年）の気候 | バヤ（1991年 - 2020年）の気候 | バヤ（1991年 - 2020年）の気候 | バヤ（1991年 - 2020年）の気候 |
| 月                            | 1月                           | 2月                           | 3月                           | 4月                           | 5月                           | 6月                           | 7月                           | 8月                           | 9月                           | 10月                          | 11月                          | 12月                          | 年                            |
| ----------------------------- | ----------------------------- | ----------------------------- | ----------------------------- | ----------------------------- | ----------------------------- | ----------------------------- | ----------------------------- | ----------------------------- | ----------------------------- | ----------------------------- | ----------------------------- | ----------------------------- | ----------------------------- |
| 最高気温記録 °C （°F）        | 18.2 (64.8)                   | 21.1 (70)                     | 25.5 (77.9)                   | 35.0 (95)                     | 36.0 (96.8)                   | 39.6 (103.3)                  | 46.4 (115.5)                  | 40.4 (104.7)                  | 37.2 (99)                     | 29.1 (84.4)                   | 27.2 (81)                     | 20.1 (68.2)                   | 46.4 (115.5)                  |
| 平均最高気温 °C （°F）        | 3.7 (38.7)                    | 6.5 (43.7)                    | 12.1 (53.8)                   | 18.5 (65.3)                   | 23.3 (73.9)                   | 26.8 (80.2)                   | 28.8 (83.8)                   | 29.0 (84.2)                   | 23.5 (74.3)                   | 17.8 (64)                     | 10.5 (50.9)                   | 4.1 (39.4)                    | 17.0 (62.6)                   |
| 日平均気温 °C （°F）          | 0.2 (32.4)                    | 2.0 (35.6)                    | 6.4 (43.5)                    | 11.7 (53.1)                   | 16.6 (61.9)                   | 20.0 (68)                     | 21.8 (71.2)                   | 21.7 (71.1)                   | 16.9 (62.4)                   | 11.9 (53.4)                   | 6.4 (43.5)                    | 1.0 (33.8)                    | 11.4 (52.5)                   |
| 平均最低気温 °C （°F）        | −3.1 (26.4)                   | −2.4 (27.7)                   | 0.9 (33.6)                    | 5.0 (41)                      | 9.8 (49.6)                    | 13.3 (55.9)                   | 14.8 (58.6)                   | 14.5 (58.1)                   | 10.4 (50.7)                   | 6.1 (43)                      | 2.3 (36.1)                    | −1.8 (28.8)                   | 5.8 (42.4)                    |
| 最低気温記録 °C （°F）        | −26.6 (−15.9)                 | −26.1 (−15)                   | −22.5 (−8.5)                  | −7.7 (18.1)                   | −1.8 (28.8)                   | 1.6 (34.9)                    | 4.7 (40.5)                    | 5.5 (41.9)                    | −0.1 (31.8)                   | −9.1 (15.6)                   | −22.8 (−9)                    | −24.5 (−12.1)                 | −26.6 (−15.9)                 |
| 降水量 mm （inch）            | 75.1 (2.957)                  | 39.7 (1.563)                  | 34.4 (1.354)                  | 37.2 (1.465)                  | 67.3 (2.65)                   | 70.4 (2.772)                  | 78.1 (3.075)                  | 62.7 (2.469)                  | 79.6 (3.134)                  | 60.9 (2.398)                  | 47.3 (1.862)                  | 48.9 (1.925)                  | 701.5 (27.618)                |
| 平均降水日数 （≥1.0 mm）      | 7.3                           | 8.2                           | 6.8                           | 7.8                           | 10.5                          | 8.9                           | 7.7                           | 7.2                           | 7.8                           | 7.4                           | 8.9                           | 9.2                           | 97.7                          |
| 出典：infoclimat.fr           |                               |                               |                               |                               |                               |                               |                               |                               |                               |                               |                               |                               |                               |

| 平均気温の推移°C                                               |                                                                |
| -------------------------------------------------------------- | -------------------------------------------------------------- |
| 現在、技術上の問題で一時的にグラフが表示されなくなっています。 |                                                                |
|                                                                | 現在、技術上の問題で一時的にグラフが表示されなくなっています。 |

|  | 現在、技術上の問題で一時的にグラフが表示されなくなっています。 |

|  | 現在、技術上の問題で一時的にグラフが表示されなくなっています。 |

|  | 現在、技術上の問題で一時的にグラフが表示されなくなっています。 |

|  | 現在、技術上の問題で一時的にグラフが表示されなくなっています。 |

|  | 現在、技術上の問題で一時的にグラフが表示されなくなっています。 |

|  | 現在、技術上の問題で一時的にグラフが表示されなくなっています。 |

|  | 現在、技術上の問題で一時的にグラフが表示されなくなっています。 |

|  | 現在、技術上の問題で一時的にグラフが表示されなくなっています。 |

|  | 現在、技術上の問題で一時的にグラフが表示されなくなっています。 |

|  | 現在、技術上の問題で一時的にグラフが表示されなくなっています。 |

|  | 現在、技術上の問題で一時的にグラフが表示されなくなっています。 |

|  | 現在、技術上の問題で一時的にグラフが表示されなくなっています。 |

|  | 現在、技術上の問題で一時的にグラフが表示されなくなっています。 |

|  | 現在、技術上の問題で一時的にグラフが表示されなくなっています。 |

|  | 現在、技術上の問題で一時的にグラフが表示されなくなっています。 |

|  | 現在、技術上の問題で一時的にグラフが表示されなくなっています。 |